# Melchior Neumann
Melchior Neumann, född 1670 i Labiau, död 1741, vare en tysk läkare.
Neumann kom 1692 till Sverige, avlade 1700 examen för Kirurgiska societeten och blev samma år fältskär vid Livregementet till häst och deltog med detta i Stora nordiska kriget. Han behandlade Karl XII efter hans benbrott vid Kraków 1702 och då denne av en rysk kula vid Vorskla 1709, följde kungen som kammartjänare och läkare till Turkiet och därifrån till Stralsund och Skåne. 1716 utnämndes Neumann till generalfältskär och direktör av kirurgien, och fick ledningen av hela armésjukvården. Natten efter 30 november 1718 mottog han i Tistedalen kungens lik, vilket sedan av Neumann balsamerades i Uddevalla. Pensionerad 1720, levde han sina sista två årtionden utan tjänst i Stockholm.